# OŠFK Šarišské Michaľany
OŠFK Šarišské Michaľany là một câu lạc bộ bóng đá Slovakia, đến từ thị trấn Šarišské Michaľany.

## Màu sắc
Màu sắc của câu lạc bộ là xanh lá cây, trắng, xanh dương, vàng.